# Avainsaari (ö i Mellersta Finland)
Avainsaari är en liten ö i Konnevesi i Finland. Den ligger i sjön Konnevesi och i kommunen Konnevesi i den ekonomiska regionen  Äänekoski  och landskapet Mellersta Finland, i den centrala delen av landet, 290 km norr om huvudstaden Helsingfors. Öns area är 0,4 hektar och dess största längd är 190 meter i sydöst-nordvästlig riktning.